# Aéroport de Honningsvåg
Pour les articles homonymes, voir HVG.
L’aéroport de Honningsvåg, code IATA : HVG • code OACI : ENHV, est un aéroport situé dans la commune de Nordkapp, à proximité du village de Honningsvåg, dans le comté de Finnmark, en Norvège. Il a accueilli 24 898 passagers en 2011.

## Statistiques
Le graphique qui aurait dû être présenté ici ne peut pas être affiché car il utilise l'ancienne extension Graph, désactivée pour des questions de sécurité. Des indications pour créer un nouveau graphique avec la nouvelle extension Chart sont disponibles ici.

Voir la requête brute et les sources sur Wikidata.

## Compagnie aérienne et destinations
| Compagnies | Destinations                                               |
| ---------- | ---------------------------------------------------------- |
| Widerøe    | Hammerfest (en), Kirkenes, Mehamn (en), Tromsø, Vadsø (en) |

Edité le 24/02/2023